# Antonio Canal (ammiraglio)
Antonio Canal (talvolta Marcantonio; Venezia, 2 aprile 1521 – Corfù, 1577) è stato un ammiraglio e politico italiano.

## Biografia
Secondogenito di Girolamo Canal, celebre Capitano in Golfo e dell'Armata, e di Cornelia Lion, seguì le orme del padre e nel 1538 partecipò come sopracomito alla battaglia di Prevesa. L'anno seguente finiva prigioniero del corsaro Dragut poiché durante l'inseguimento si era spezzato un albero della sua galea.
Tornato a Venezia, nel 1542 fu nominato podestà e capitano di Feltre. Nel 1553 sposava Elena Donà e nel 1563, in seconde nozze, una figlia di Girolamo Dolfin. Da nessuna delle due unioni ebbe figli maschi.
Nel 1558 convinceva il Provveditore in Golfo Pandolfo Contarini, suo superiore, a inseguire sei navi pirata sin nel porto di Durazzo, bombardandone le fortificazioni. Ne nacque un caso diplomatico poiché era stata violata la pace con l'Impero ottomano: il Contarini fu richiamato a Venezia e processato mentre il Canal, che fu incaricato di sostituirlo, dovette restituire l'unica nave catturata (le altre si erano fatte affondare nel porto) e di ripagare i danni alle fortificazioni.
Nel 1562, divenuto Capitano in Golfo, catturò due imbarcazioni pirata e liberò più di cento rematori cristiani. Nel 1564 ebbe il comando di tre galee inviate per combattere la pirateria nell'Adriatico, ma non fu coinvolto in fatti rilevanti.
Nel 1566, ancora Provveditore in Golfo, fu a capo di quarantatré galee. Di questo periodo si ricorda l'arresto, alle Tremiti, di due spie turche delle quali una, sedicente Miguel de Herrera di Saragozza, riferì di un intrigo tramato a Vienna da un vicentino per ottenere l'acquisto del forte di Marano. Nello stesso anno fermò due galee corsare al largo di Zante, uccidendo l'equipaggio e liberando molti schiavi cristiani.
Nel 1570, allo scoppio della guerra di Cipro, fu mandato con quindici galere a difendere la città di Candia. Visti i successi ottenuti, l'incarico fu prolungato anche per l'anno seguente e condusse sessantadue galee a Messina, dove si stava formando la flotta della Laega Santa. Partecipò quindi alla battaglia di Lepanto, dove si distinse nell'affondamento della capitana turca di Mehmet Shoraq, che fu catturato e decapitato. L'anno successivo tentò invano un attacco al ponte che collegava l'isola di Leucade al continente. Incaricato di presidiare il tratto di mare tra l'isola e il golfo di Corinto, riuscì ad allearsi agli abitanti di Acarnania e Etolia, ottenendo un prezioso aiuto contro i pirati che infestavano la zona. Partecipò infine alle battaglie di Capo Malea e Modone.
Conclusa la pace con gli Ottomani, tornò in patria dove ebbe l'onore di comandare la galera che conduceva Enrico III di Valois, in visita a Venezia, da Murano al Lido. Morì a Corfù, dove possedeva alcuni feudi.